# Tour Noir
La Tour Noir (3.836 m s.l.m.) è una montagna delle Alpi del Monte Bianco che si trova lungo la frontiera tra la Svizzera (Canton Vallese) e la Francia (dipartimento dell'Alta Savoia).

## Caratteristiche
Si trova lungo la cresta che dal Monte Dolent conduce all'Aiguille d'Argentière. Dal versante svizzero sovrasta la località La Fouly nella Val Ferret. Dal versante francese si trova sopra il Ghiacciaio d'Argentiere.

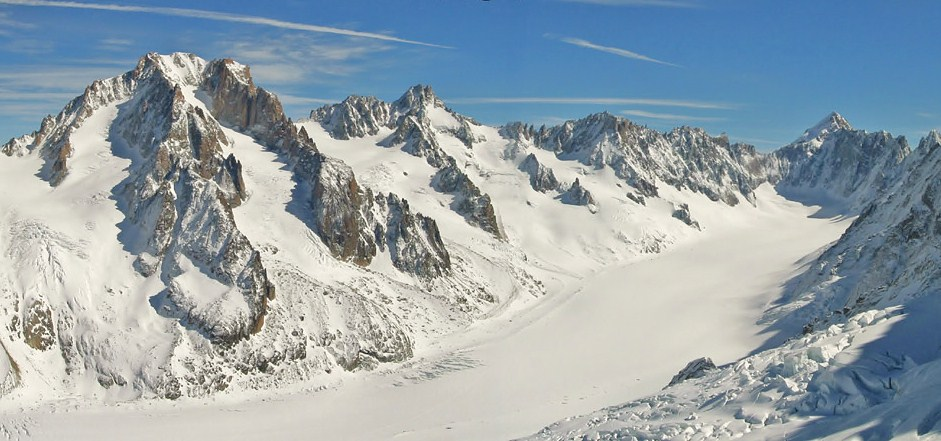
La montagna vista dal versante francese (si trova in centro della foto - a sinistra l'Aiguille d'Argentière, a destra l'Aiguilles Rouges du Dolent e sullo sfondo il Monte Dolent.

## Salita alla vetta
La prima ascensione risale al 3 agosto 1876 ad opera di E. Javelle e F.F. Turner con le guide J. Moser e f. Tournier.
La via normale di salita alla vetta parte dal Rifugio d'Argentière.